# Баданов, Геннадий Петрович
Геннадий Петрович Баданов (29 ноября 1911, с. Тубанаевка, Спасский район Нижегородская область — 5 февраля 1977, Москва) — советский архитектор.

## Биография
Родился 29 ноября 1911 года в селе Тубанаевка Нижегородской области. Окончил Московский архитектурный институт в 1940 году. Ученик профессора М. П. Парусникова. Начинал работать техником-архитектором. В 1946—1950 годах работал в институте Белгоспроект, затем переехал в Москву. В 1953 году окончил университет марксизма-ленинизма. Руководил мастерской в Гипрогоре, а с 1961 года — мастерской № 7 в МНИИТЭПе. С 1968 года занимался улучшением качества существующих и разработкой новых типовых проектов жилых домов в ДСК-1.
Член Союза архитекторов СССР с 1943 года. Был членом правления Московского отделения Союза архитекторов. Неоднократно избирался депутатом районного совета в Москве, народным заседателем, принимал участие в работе Союза архитекторов СССР.
Жил в Москве по адресу: 2-й Автозаводский проезд, 1. Умер 5 февраля 1977 года. Похоронен на Рогожском кладбище.

### Проектирование и строительство
В Минске Геннадий Баданов был одним из авторов проекта застройки Центральной площади (проект 1949, с В. Королем, Л. Мацкевичем, М. Осмоловским, М. Парусниковым), автором проектов 106-, 108 — и 124-квартирных домов (1948—1954), моста через Свислочь на Ленинском проспекте (1952, совместно с М. Парусниковым), корпуса гостиницы «Минск» (1957, совместно с Г. Сысоевым, С. Мусинским, Д. Кудрявцевым).
Принимал участие в восстановлении Сталинграда. По его проектам строились кварталы в Брянске, Уфе, Владимире. Автор проектов жилых домов из силикатобетонных блоков для колхозного строительства в Калининской области (1957—1960), проекта детальной планировки застройки центральной части Улан-Батора (МНР, 1957—1961).
В Москве по его проекту были возведены 10-этажные жилые дома по улице Автозаводской улице (1950—1954) и на Дмитровском шоссе, жилой дом по адресу: Тверская улица, 19. Принимал участие в разработке проекта детальной планировки застройки экспериментального жилого района Тропарёво (1957—1960), серии типовых проектов 9-12-этажных крупнопанельных жилых домов (1971).

## Награды
- Государственная премия БССР (1968)[1] — за участие в создании архитектурного ансамбля Ленинского проспекта в Минске.
- Почётные грамоты Моссовета[4]
- Три медали ВДНХ[4]
- Отличник социалистического соревнования[4]